# Грили Хил (Калифорнија)
Грили Хил (енгл. Greeley Hill) насељено је место без административног статуса у америчкој савезној држави Калифорнија.

## Демографија
По попису из 2010. године број становника је 915.
| Група             | 2000.    | 2010.       |
| Белци             | 0 (0,0%) | 816 (89,2%) |
| Афроамериканци    | 0 (0,0%) | 7 (0,8%)    |
| Азијати           | 0 (0,0%) | 1 (0,1%)    |
| Хиспаноамериканци | 0 (0,0%) | 53 (5,8%)   |
| Укупно            | 0        | 915         |